# Domaine de la Panne, Logis dit de « la tête noire »
Le Logis dit de la tête noire est une demeure du XVe siècle située à Morannes en Maine-et-Loire, en France.

## Localisation
Le logis est situé dans le département français de Maine-et-Loire, sur la commune de Morannes. Il est situé au 65 Grande rue à Morannes, et est limitrophe du manoir des Grignons.
Morannes "a conservé encore, surtout dans sa rue centrale et par derrière, sur la rue extérieure vers l'E.., son aspect antique, ses vieilles auberges, deux ou trois hôtels aux larges cours, aux portails armoriés  ,V Les Grignons et la Panne". Celui de "la panne" a été partiellement détruit.

## Description
Le logis a été construit au XVe siècle (vers 1450) et au XVIe siècle. Il comprend un ensemble de constructions en forme de T, à traverses inégales reliées par un gros pavillon carré, qui conserve ainsi qu'une des ailes, une haute lucarne de style Louis XIII, encadrée de deux pilastres avec architrave, frise, corniche, le couronnement en forme de fronton découpé, avec mascaron au centre et tête grimaçante en amortissement, le reste des bâtiments remaniés à diverses dates. Il comprend aussi un portail sur la rue des Grignons (en ruine), qui fut endommagé par l'entrée d'une charrette de foin, lorsque le domaine servait de ferme au XXe siècle).
La charpente de ce bâtiment, possède une particularité étonnante, « on ne sait pas comment elle tient. Normalement elle ne devrait pas tenir » se sont exclamés les examinateurs des monuments historiques, lors d'une visite en 1991, car elle n'est soutenue par aucun pieu en son milieu. Son élaboration daterait du XVe siècle. 

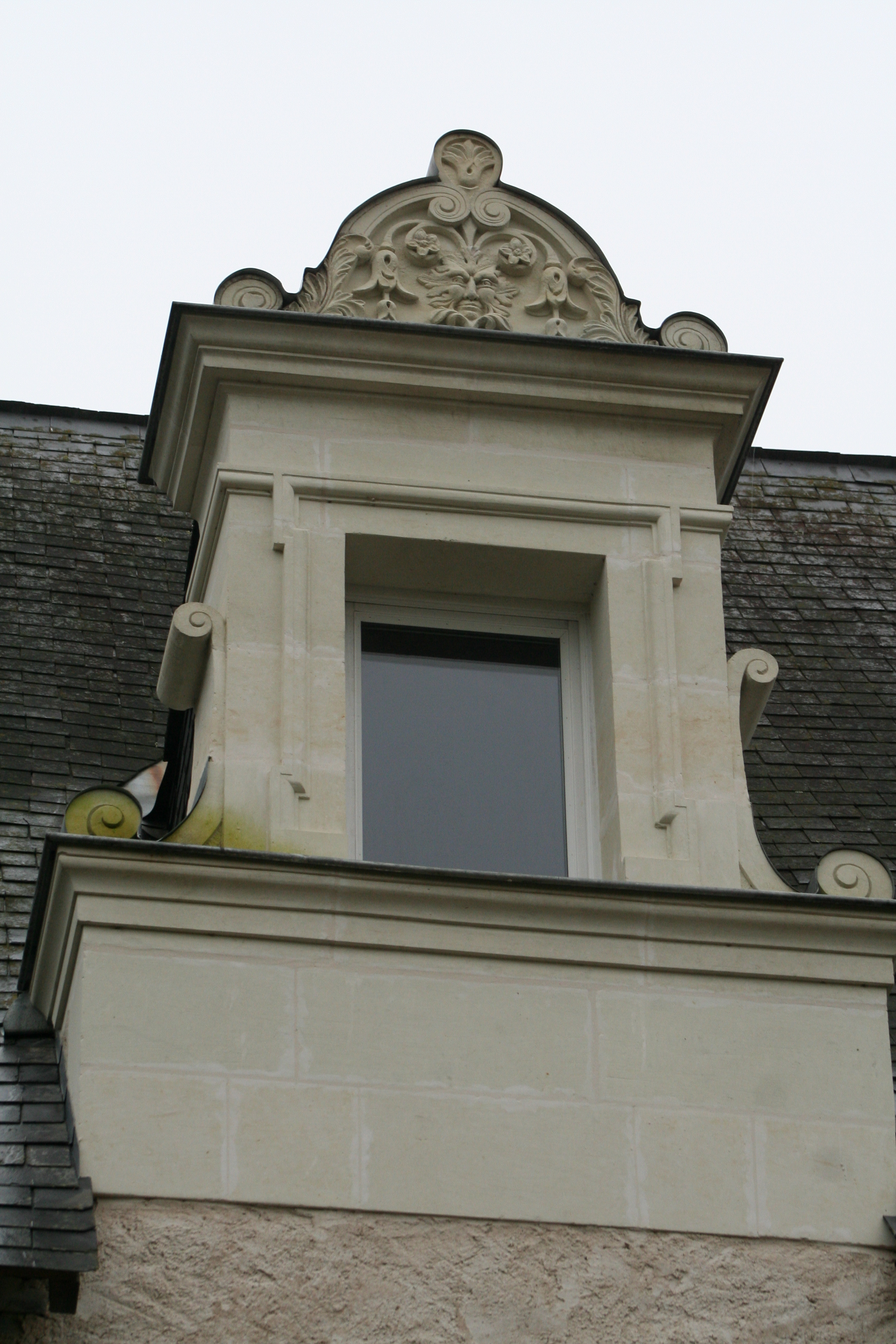
Lucarne côté jardin.
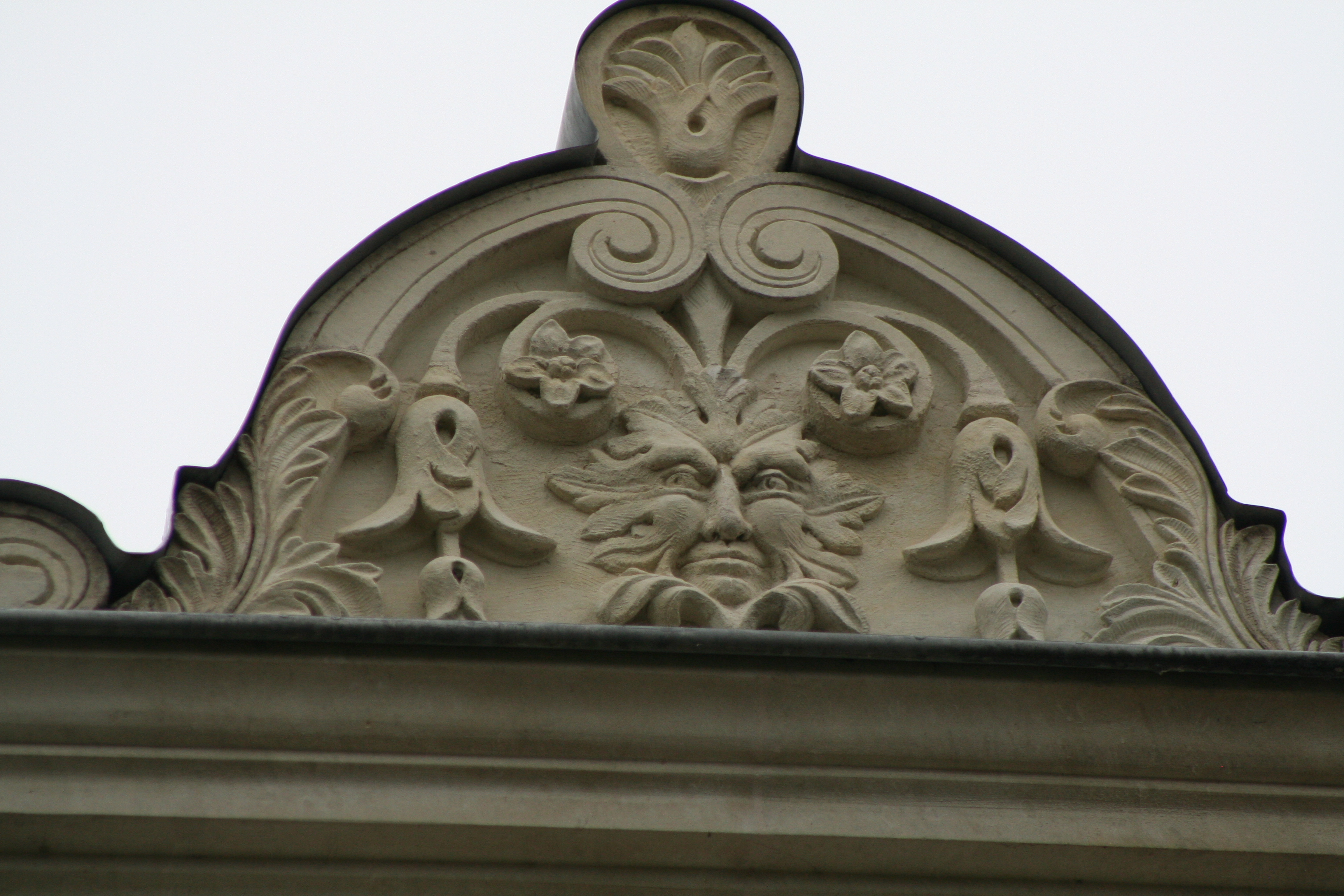
Détail lucarne avec tête grimaçante.
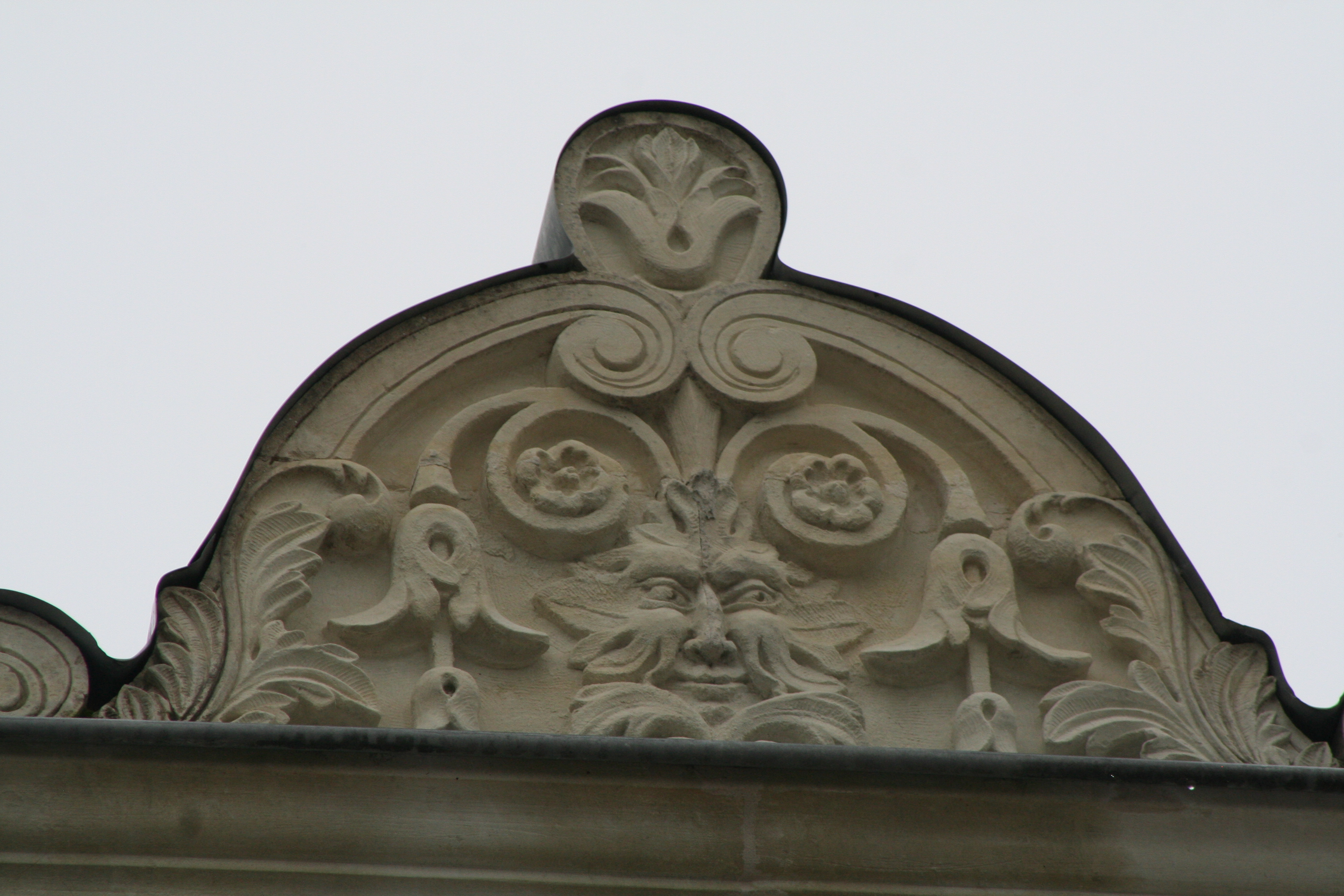
Détail lucarne avec tête souriante.
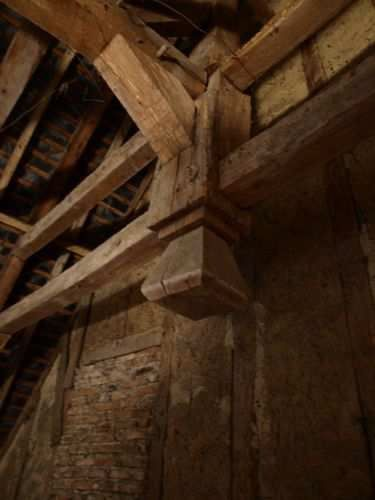
Détail de la charpente du grenier.
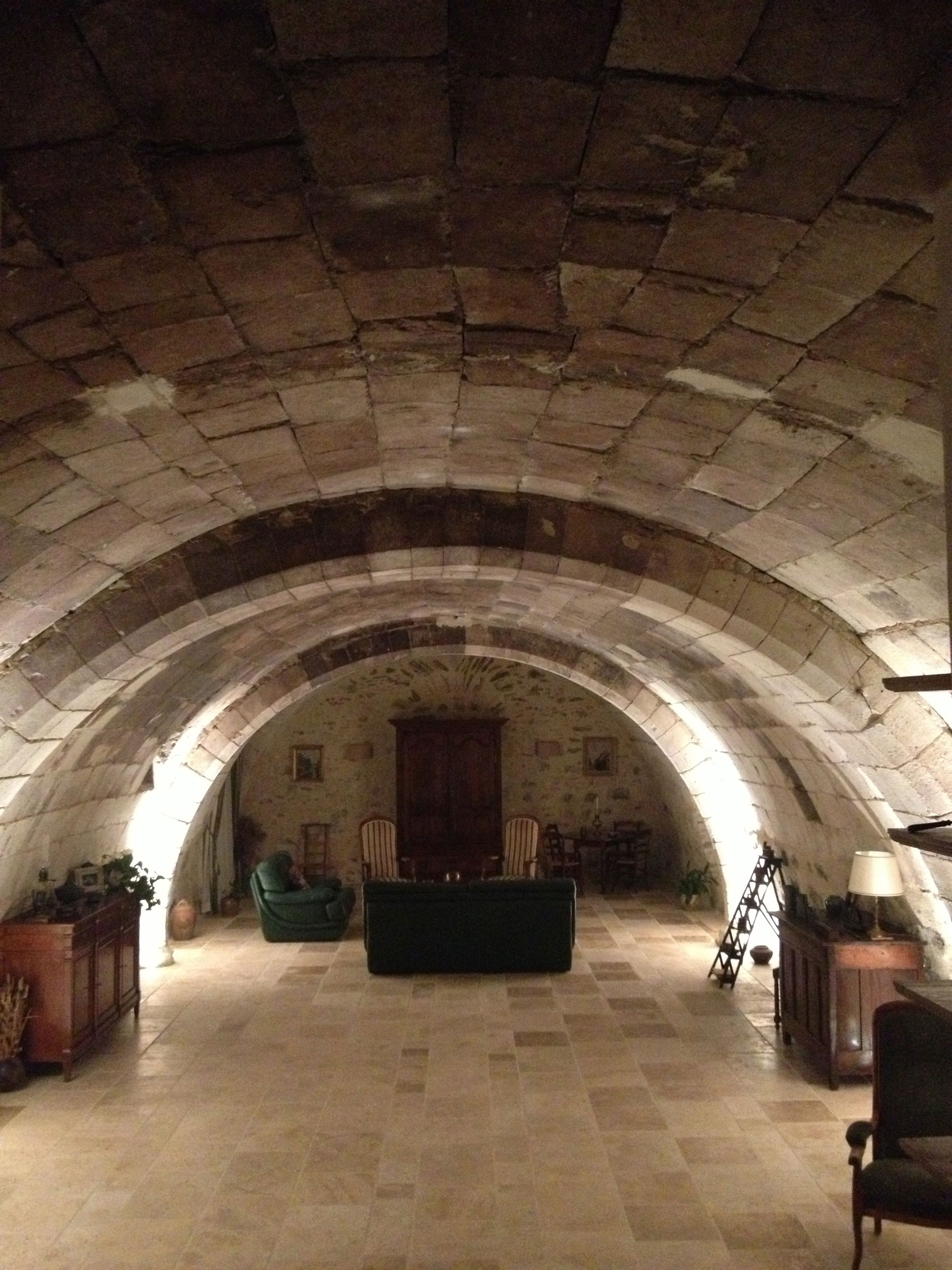
Cave voûtée en tuffeau.
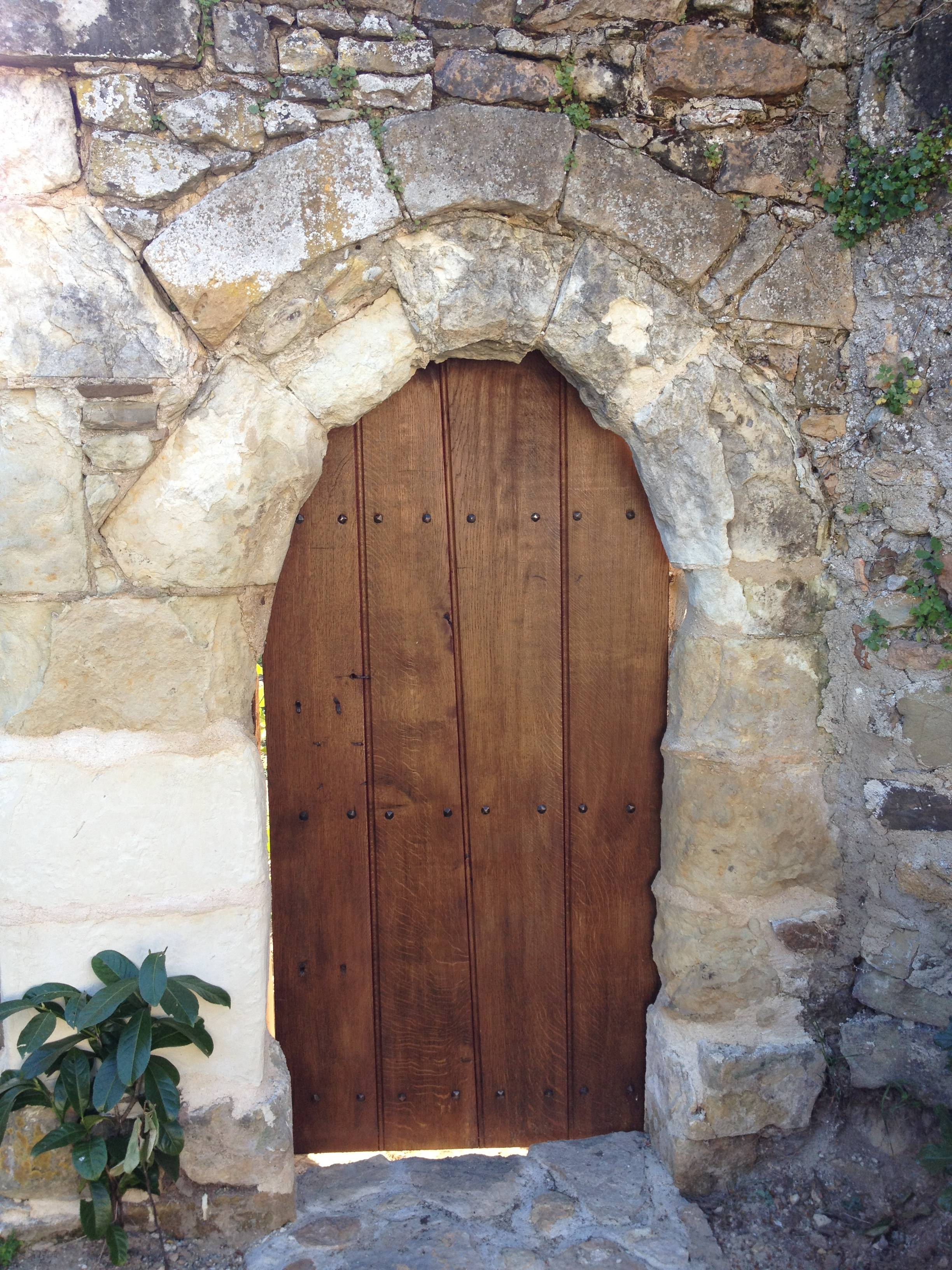
Porte cochère du portail (rue des Grignons).
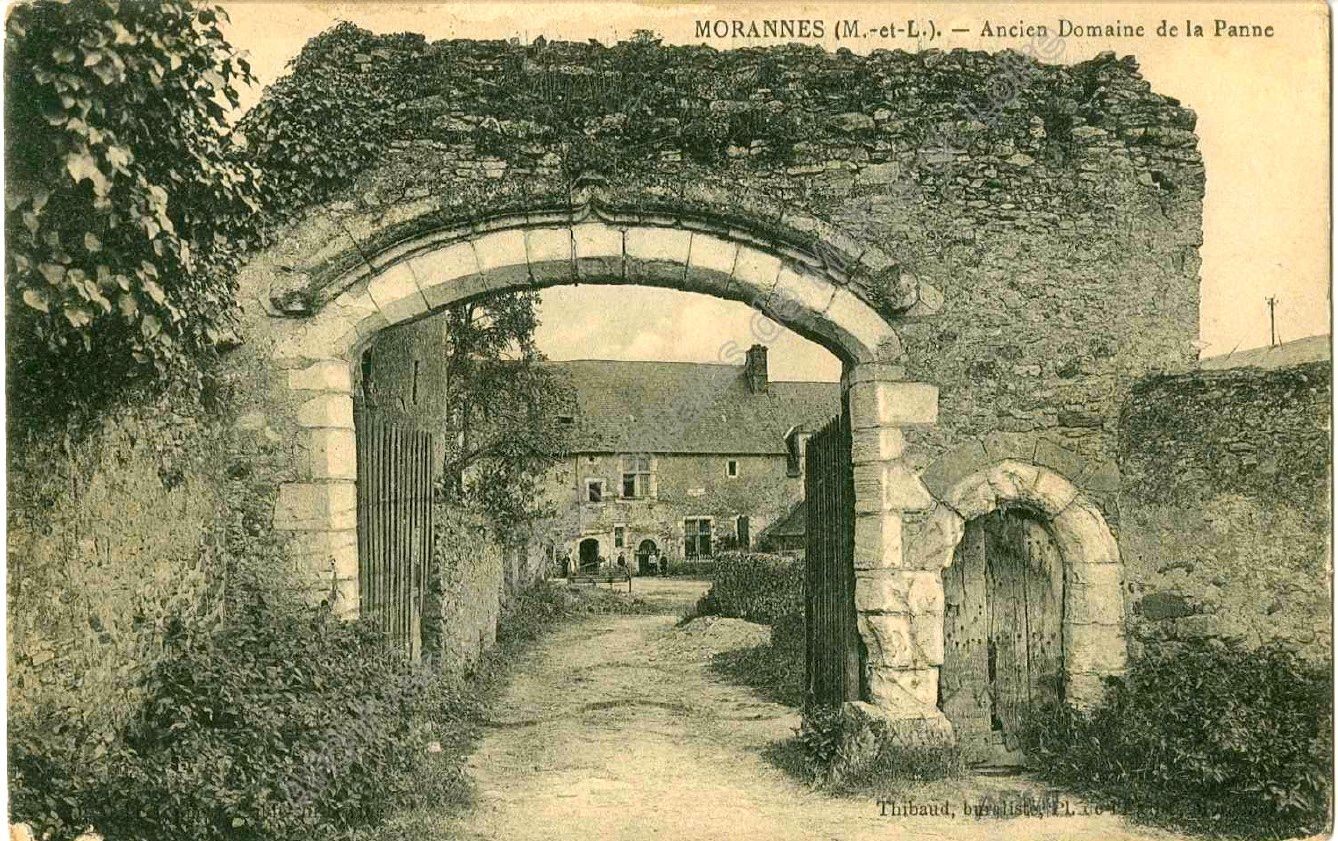
Portail du domaine de la Panne en 1900.
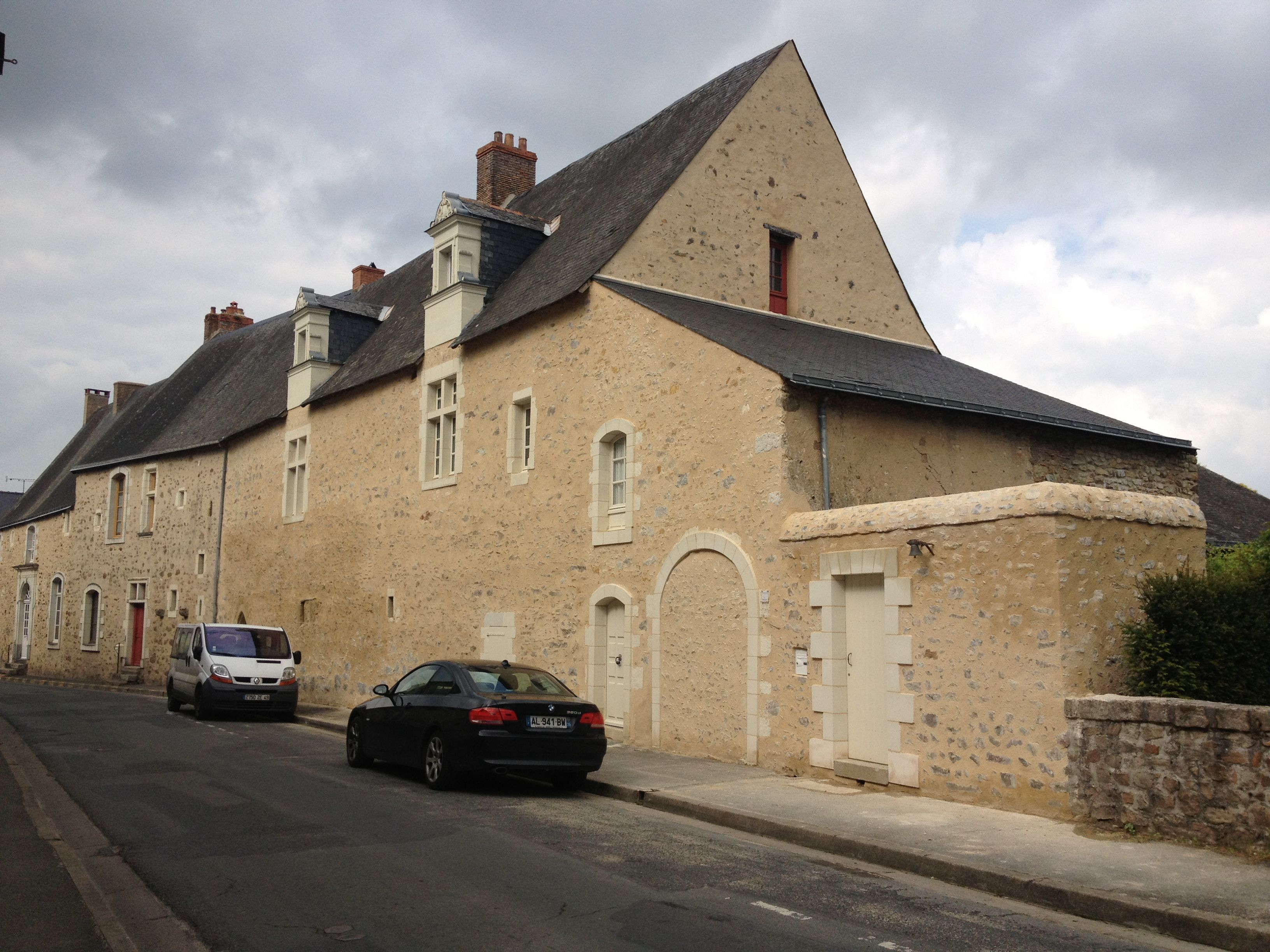
Façade côté rue.

## Historique
Le domaine est ancien fief avec un hôtel noble dans la grande rue, dont le propriétaire est Bernard Dupont en 1499. Le logis était à l’origine une partie du domaine de la Panne. Il a appartenu à Jean Errault (†1473), seigneur de la Panne-en-Morannes, époux de Perrine Grignon (armes : d'azur, à deux chevrons d'or).
En 1505, le domaine de la Panne ne paraît pas encore hébergé (accueillir, recevoir sur son sol), tandis qu'un siècle plus tard, il est décoré (construit) d'un hôtel seigneurial. Le domaine appartient alors à Roberte de Bouillé, veuve de noble homme Antoine Errault. La famille Errault est alliée à la famille Grignon, propriétaire du manoir voisin des Grignons.
Le 22 décembre 1700, Claude Badin, veuve de Sébastien Frain arrente par contrat à Michelle Gaignage, épouse du sergent royal Jean Branchu, la maison seigneuriale de la Panne, avec la cour, la grange, le jardin, le colombier et le vivier qui en dépendent, avec droit de billette (petit billet donnant droit à un passage) accoutumé.
Jean Branchu, né à Morannes le 23 juin 1643, y décède le 7 avril 1716. C'est à cette époque que la demeure est transformée en hostellerie qui porte en 1878 le nom de l'enseigne de « la Tête noire ». L'enseigne de « la Tête noire » est mentionnée dans les registres de la paroisse de Morannes en 1729, 1734, 1736 et 1747 à l'occasion de célébrations de fiançailles. Au XXe siècle la « Tête noire » cesse son activité d'hostellerie pour devenir une ferme.
La tradition  orale veut que le nom de « la Tête noire » fut choisi du fait de la présence de mésange à tête noire sur le domaine, ce qui actuellement est toujours le cas.